# Spektrum (Operatortheorie)
Das Spektrum eines linearen Operators ist ein Begriff aus der Funktionalanalysis, einem Teilgebiet der Mathematik. In der endlichdimensionalen linearen Algebra betrachtet man Endomorphismen, die durch Matrizen dargestellt werden, und ihre Eigenwerte. Die Verallgemeinerung ins Unendlichdimensionale wird in der Funktionalanalysis betrachtet. Das Spektrum eines Operators kann man sich als Menge verallgemeinerter Eigenwerte vorstellen. Diese werden Spektralwerte genannt.

## Zusammenhang der Spektraltheorie mit der Eigenwerttheorie
Die Spektraltheorie linearer Operatoren aus der Funktionalanalysis ist eine Verallgemeinerung der Eigenwerttheorie aus der linearen Algebra. In der linearen Algebra werden Endomorphismen auf endlichdimensionalen Vektorräumen betrachtet. Die Zahlen {\displaystyle \lambda \in \mathbb {C} }, für die die Gleichung
{\displaystyle Ax=\lambda x}
Lösungen {\displaystyle x\neq 0}, also ungleich dem Nullvektor, hat, werden Eigenvektoren und die Zahlen {\displaystyle \lambda } Eigenwerte genannt, wobei {\displaystyle A} eine Darstellungsmatrix des gewählten Endomorphismus ist. 
Bezeichnet {\displaystyle I} die Einheitsmatrix, so sind Eigenwerte also Zahlen {\displaystyle \lambda }, für die {\displaystyle A-\lambda I} nicht injektiv ist. Das ist im Endlichdimensionalen gleichbedeutend damit, dass der Endomorphismus nicht surjektiv oder nicht bijektiv  ist, das heißt, dass die Matrix {\displaystyle A-\lambda I} keine Inverse hat. Betrachtet man jedoch unendlichdimensionale Räume, so ist es notwendig zu unterscheiden, ob der Operator {\displaystyle A-\lambda I} nicht invertierbar, nicht injektiv und/oder nicht surjektiv ist, denn im unendlichdimensionalen Fall folgt aus der Injektivität eines Endomorphismus nicht automatisch die Surjektivität. Im Folgenden wird der Begriff Spektrum in der Funktionalanalysis erläutert.

## Definition
Das Spektrum eines Operators {\displaystyle T} ist die Menge aller Elemente {\displaystyle \lambda } des Zahlenkörpers (meistens die komplexen Zahlen), für die die Differenz des Operators mit dem {\displaystyle \lambda }-fachen der identischen Abbildung
{\displaystyle T-\lambda \,\mathrm {id} }
nicht beschränkt-invertierbar ist, das heißt, dass es keine Inverse gibt oder diese nicht beschränkt sind.
Das Spektrum des Operators wird mit {\displaystyle \sigma (T)} bezeichnet und die Elemente des Spektrums heißen Spektralwerte.

## Das Spektrum linearer Operatoren
Die obige Definition lässt sich in verschiedenen Kontexten anwenden. In diesem Abschnitt wird das Spektrum linearer Operatoren eines Vektorraums betrachtet. Die Spektraltheorie von linearen Operatoren lässt sich allerdings nur dann in einem gewissen Umfang ausbauen, wenn die Menge der zu betrachtenden Operatoren spezifiziert wird. Beispielsweise könnte man sich auf beschränkte, kompakte oder selbstadjungierte Operatoren einschränken. Im Folgenden sei {\displaystyle T} ein linearer Operator auf einem komplexen Banachraum {\displaystyle X}.

### Resolvente
Die Resolventenmenge {\displaystyle \varrho (T)} besteht aus allen komplexen Zahlen {\displaystyle \lambda }, so dass es einen auf {\displaystyle X} definierten beschränkten Operator {\displaystyle R_{\lambda }} gibt mit
{\displaystyle R_{\lambda }(T-\lambda \,\mathrm {id} )=(T-\lambda \,\mathrm {id} )R_{\lambda }=\mathrm {id} }.
Der Operator {\displaystyle R_{\lambda }=(T-\lambda \,\mathrm {id} )^{-1}} heißt Resolvente des Operators {\displaystyle T}. Das Komplement zur Resolventenmenge ist die Menge der komplexen Zahlen, für die die Resolvente nicht existiert oder unbeschränkt ist, also das Spektrum des Operators {\displaystyle T}, das heißt, es gilt {\displaystyle \sigma (T)=\mathbb {C} \setminus {\varrho (T)}}. In der Literatur findet sich auch die Definition {\displaystyle R_{\lambda }=(\lambda \,\mathrm {id} -T)^{-1}}, was zu einem anderen Vorzeichen der Resolvente führt. Die Resolventenmenge ist unabhängig von dieser Vorzeichenkonvention, da ein Operator genau dann invertierbar ist, wenn der mit −1 multiplizierte Operator invertierbar ist.

### Aufteilung des Spektrums
Das Spektrum lässt sich in verschiedene Anteile untergliedern. Einmal wird eine Unterteilung in das Punktspektrum, das stetige Spektrum und das Residualspektrum vorgenommen. Diese Komponenten des Spektrums unterscheiden sich gewissermaßen durch den Grund der Nichtexistenz einer beschränkten Resolvente. Eine andere Zerlegung des Spektrums ist die in das diskrete und das wesentliche Spektrum. Für das Spektrum eines selbstadjungierten Operators gibt es noch die dritte Möglichkeit, es in ein Punkt- und ein stetiges Spektrum zu unterteilen, dies wird im Abschnitt zu den selbstadjungierten Operatoren beschrieben. Dabei ist das stetige Spektrum eines selbstadjungierten Operators nicht äquivalent zum stetigen Spektrum, das im folgenden Unterabschnitt definiert wird.

#### Das Punktspektrum (Eigenwertspektrum, diskontinuierliches Spektrum)
Wenn der Operator {\displaystyle T-\lambda \,\mathrm {id} } nicht injektiv ist, das heißt {\displaystyle \ker(T-\lambda \,\mathrm {id} )\neq \{0\}}, dann ist {\displaystyle \lambda } ein Element des Punktspektrums {\displaystyle \sigma _{p}(T)} von {\displaystyle T}. Die Elemente des Punktspektrums werden Eigenwerte genannt.

#### Das stetige Spektrum (kontinuierliches Spektrum, Stetigkeitsspektrum, Streckenspektrum)
Wenn der Operator {\displaystyle T-\lambda \,\mathrm {id} } injektiv, jedoch nicht surjektiv ist, aber ein dichtes Bild besitzt, das heißt, es existiert ein Inverses, das jedoch nur auf einem dichten Teilraum des Banachraumes {\displaystyle X} definiert ist, dann ist {\displaystyle \lambda } ein Element des stetigen Spektrums {\displaystyle \sigma _{c}(T)} von {\displaystyle T}.

#### Das Residualspektrum (Restspektrum)
Wenn der Operator {\displaystyle T-\lambda \,\mathrm {id} } injektiv ist, jedoch kein im Banachraum {\displaystyle X} dichtes Bild besitzt, dann ist {\displaystyle \lambda } ein Element des Residualspektrums {\displaystyle \sigma _{r}(T)} von {\displaystyle T}. In diesem Fall ist {\displaystyle T-\lambda \,\mathrm {id} } insbesondere nicht surjektiv. Der zu {\displaystyle T-\lambda \,\mathrm {id} } inverse Operator existiert, ist jedoch lediglich auf einem nicht dichten Teilraum von {\displaystyle X} definiert.

#### Spektrum nicht beschränkter Resolventen
Denkbar wäre auch noch ein vierter Teil des Spektrums {\displaystyle \sigma _{u}(T)}, in dem der Operator {\displaystyle T-\lambda \,\mathrm {id} } zwar bijektiv ist, aber die Resolvente {\displaystyle R_{\lambda }=(T-\lambda \,\mathrm {id} )^{-1}} kein beschränkter Operator ist. Falls {\displaystyle X} jedoch ein Banachraum ist, ist {\displaystyle R_{\lambda }} (falls existent) immer ein beschränkter Operator nach dem Satz vom stetigen Inversen, d. h. {\displaystyle \sigma _{u}(T)=\emptyset }. Daher gilt auf Banachräumen {\displaystyle X} die Zerlegung 
{\displaystyle \sigma (T)=\sigma _{p}(T)\cup \sigma _{c}(T)\cup \sigma _{r}(T)}.
Ist {\displaystyle X} jedoch kein Banachraum, kann es auch unbeschränkte Resolventen geben, d. h. im Allgemeinen gilt {\displaystyle \sigma _{u}(T)\neq \emptyset } und 
{\displaystyle \sigma (T)=\sigma _{p}(T)\cup \sigma _{c}(T)\cup \sigma _{r}(T)\cup \sigma _{u}(T)}
ist daher die vollständige (disjunkte) Zerlegung des Spektrums.

#### Diskretes und wesentliches Spektrum
Die Menge aller isolierten Spektralwerte mit endlicher Vielfachheit wird diskretes Spektrum genannt und mit {\displaystyle \sigma _{\operatorname {dis} }(T)} notiert. Das Komplement {\displaystyle \sigma _{\operatorname {ess} }(T):=\sigma (T)\setminus \sigma _{\operatorname {dis} }(T)} heißt das wesentliche Spektrum von {\displaystyle T}. Jedoch gibt es auch andere zu dieser Definition nicht äquivalente Definitionen des wesentlichen und des diskreten Spektrums.

#### Approximatives Punktspektrum
Falls zu einem {\displaystyle \lambda \in \mathbb {C} } eine Folge {\displaystyle \left(x_{n}\right)_{n\in \mathbb {N} }} in {\displaystyle X} existiert mit
{\displaystyle \left\|x_{n}\right\|=1\quad \left(n\in \mathbb {N} \right)\quad {\text{und}}\quad \left\|T\,x_{n}-\lambda \,x_{n}\right\|\rightarrow 0\quad {\text{für}}\quad n\rightarrow \infty \;,}
so nennt man {\displaystyle \lambda } einen approximativen Eigenwert von {\displaystyle T}. Die Menge aller approximativen Eigenwerte wird als approximatives Punktspektrum oder approximatives Eigenwertspektrum {\displaystyle \sigma _{\operatorname {app} }\left(T\right)} bezeichnet. Es gilt:
{\displaystyle \sigma _{p}\left(T\right)\cup \sigma _{c}\left(T\right)\subset \sigma _{\operatorname {app} }\left(T\right)\subset \sigma \left(T\right)\;.}
Falls {\displaystyle T} ein beschränkter Operator ist, gilt außerdem
{\displaystyle \partial \sigma \left(T\right)\subset \sigma _{\operatorname {app} }\left(T\right)\;.}

### Beispiele

#### Multiplikationsoperator für Funktionen
Ein interessantes Beispiel ist der Multiplikationsoperator auf einem Funktionenraum {\displaystyle F[0,1]}, der die Funktion {\displaystyle t\mapsto f(t)} auf die Funktion {\displaystyle t\mapsto tf(t)} abbildet, also
{\displaystyle M\colon F[0,1]\to F[0,1]} mit {\displaystyle (Mf)(t)=tf(t)}.
- Betrachtet man {\displaystyle M} auf dem Raum der beschränkten Funktionen {\displaystyle B[0,1]} mit der Supremumsnorm, so ist sein Spektrum das Intervall {\displaystyle [0,1]} und alle Spektralwerte gehören zum Punktspektrum.

- Betrachtet man ihn auf dem Hilbertraum der quadratintegrierbaren Funktionen {\displaystyle L^{2}[0,1]}, so ist das Spektrum wiederum das Intervall {\displaystyle [0,1]} und alle Spektralwerte gehören zum kontinuierlichen Spektrum.

- Betrachtet man ihn schließlich auf dem Raum {\displaystyle C[0,1]} der stetigen Funktionen, so ist sein Spektrum wieder das Intervall {\displaystyle [0,1]} und alle Spektralwerte gehören zum residualen Spektrum.

#### Multiplikationsoperator für Folgen
Ist {\displaystyle (a_{n})_{n\in \mathbb {N} }} eine beschränkte Folge in {\displaystyle \mathbb {C} }, so ist
{\displaystyle T:\ell ^{2}\rightarrow \ell ^{2},\quad (\xi _{n})_{n\in \mathbb {N} }\mapsto (a_{n}\xi _{n})_{n\in \mathbb {N} }}
ein stetiger, linearer Operator auf dem Hilbertraum {\displaystyle \ell ^{2}} der quadratsummierbaren Folgen und es ist
{\displaystyle \sigma (T)={\overline {\{a_{n};\,n\in \mathbb {N} \}}}}
der Abschluss der Menge der Folgenglieder. Insbesondere kommt jede kompakte Teilmenge von {\displaystyle \mathbb {C} } auch als Spektrum eines Operators vor. Ist {\displaystyle K} eine solche Menge, so wähle eine dichte, abzählbare Teilmenge {\displaystyle \{a_{n};\,n\in \mathbb {N} \}\subset K} und betrachte obigen Operator.

### Spektren kompakter Operatoren
Die kompakten Operatoren bilden beschränkte Mengen des Banachraumes auf relativkompakte Mengen desselben Banachraumes ab. Diese Klasse von Operatoren bildet für sich eine Banachalgebra, die zudem ein Norm-abgeschlossenes Ideal innerhalb der Algebra aller beschränkten Operatoren bildet.
Das Spektrum kompakter Operatoren ist erstaunlich einfach in dem Sinne, dass es fast nur aus Eigenwerten besteht. Dieses Resultat geht auf Frigyes Riesz zurück und lautet präzise:
Für einen kompakten Operator {\displaystyle T} auf einem unendlichdimensionalen Banachraum {\displaystyle X} gilt, dass {\displaystyle 0} ein Spektralwert und jedes {\displaystyle \lambda \in \sigma (T)\setminus \{0\}} ein Eigenwert mit endlicher Multiplizität ist, das heißt, der Kern von {\displaystyle T-\lambda \operatorname {id} } ist endlichdimensional, und {\displaystyle \sigma (T)} besitzt keinen von {\displaystyle 0} verschiedenen Häufungspunkt.

### Spektren selbstadjungierter Operatoren
In der Quantenmechanik treten die selbstadjungierten Operatoren auf Hilberträumen als mathematische Formalisierung der beobachtbaren Größen, sogenannter Observablen, auf. Die Elemente des Spektrums sind mögliche Messwerte. Daher sind folgende Aussagen von grundlegender Bedeutung:

#### Eigenschaften
Das Spektrum eines selbstadjungierten Operators ist in {\displaystyle \mathbb {R} } enthalten. Ist {\displaystyle T} selbstadjungiert und beschränkt, so liegt sein Spektrum im Intervall {\displaystyle \left[-\left\|T\right\|,\left\|T\right\|\right]} und enthält einen der Randpunkte. Ist {\displaystyle \lambda \in \mathbb {C} \setminus \mathbb {R} }, so gilt
{\displaystyle \left\|\left(T-\lambda \operatorname {id} \right)^{-1}\right\|\leq {\frac {1}{\left|\operatorname {Im} \lambda \right|}}}.
Eigenräume zu verschiedenen Eigenwerten sind orthogonal zueinander. Selbstadjungierte Operatoren auf einem separablen Hilbertraum haben daher höchstens abzählbar viele Eigenwerte. Das Residualspektrum eines selbstadjungierten Operators ist leer.
Ist {\displaystyle T} ein selbstadjungierter Operator, der auch ein unbeschränkter Operator sein kann, in einem Hilbertraum {\displaystyle H}, so ist diesem Operator eine Spektralschar
{\displaystyle \{E_{\lambda }\,|\,\lambda \in \mathbb {R} \}} von Orthogonalprojektionen {\displaystyle E_{\lambda }\colon H\rightarrow H} zugeordnet. Für jedes {\displaystyle x\in H} ist die Funktion {\displaystyle \lambda \mapsto \langle E_{\lambda }x|x\rangle } die Verteilungsfunktion eines Maßes {\displaystyle \mu _{x}} auf {\displaystyle \mathbb {R} }. Die Eigenschaften dieser Maße geben Anlass zur Definition von Teilräumen, auf die der Operator eingeschränkt werden kann. Die Spektren dieser Einschränkungen sind dann Bestandteile des Spektrums von {\displaystyle T}. Dadurch erhält man neue Beschreibungen der bereits oben genannten Teile des Spektrums und weitere Unterteilungen.

#### Das Punktspektrum
{\displaystyle H_{p}(T):=\{x\in H\mid {\text{Es gibt eine abzählbare Menge }}A\subset \mathbb {R} {\text{ mit }}\mu _{x}(\mathbb {R} \setminus A)=0\}}
heißt unstetiger Teilraum von {\displaystyle H} bzgl. {\displaystyle T}. Es gilt
{\displaystyle \sigma (T|_{H_{p}(T)})={\overline {\sigma _{p}(T)}}}, das heißt, das Spektrum der Einschränkung ist der Abschluss des Punktspektrums von {\displaystyle T}.
Gilt {\displaystyle H=H_{p}(T)}, so ist {\displaystyle \sigma (T)={\overline {\sigma _{p}(T)}}} und man sagt, {\displaystyle T} habe ein reines Punktspektrum.

#### Das stetige Spektrum
{\displaystyle H_{c}(T):=\{x\in H\mid \forall \lambda \in \mathbb {R} \colon \mu _{x}(\{\lambda \})=0\}}
heißt stetiger Teilraum von {\displaystyle H} bzgl. {\displaystyle T}.
{\displaystyle \sigma _{c}(T)=\sigma (T|_{H_{c}(T)})} ist das stetige Spektrum von {\displaystyle T}.
Gilt {\displaystyle H=H_{c}(T)}, so ist {\displaystyle \sigma (T)=\sigma _{c}(T)} und man sagt, {\displaystyle T} habe ein rein stetiges Spektrum.

#### Das singuläre Spektrum
{\displaystyle H_{s}(T):=\{x\in H\mid {\text{Es gibt eine Lebesgue-Nullmenge }}N\subset \mathbb {R} {\text{ mit }}\mu _{x}(\mathbb {R} \setminus N)=0\}}
heißt singulärer Teilraum von {\displaystyle H} bzgl. {\displaystyle T}. Das Maß {\displaystyle \mu _{x}} zu einem {\displaystyle x\in H_{s}(T)} ist dann singulär in Bezug auf das Lebesgue-Maß.
{\displaystyle \sigma _{s}(T)=\sigma (T|_{H_{s}(T)})} ist das singuläre Spektrum von {\displaystyle T}.
Gilt {\displaystyle H=H_{s}(T)}, so ist {\displaystyle \sigma (T)=\sigma _{s}(T)} und man sagt, {\displaystyle T} habe ein rein singuläres Spektrum.

#### Das singuläre stetige Spektrum
{\displaystyle H_{sc}(T):=H_{s}(T)\cap H_{c}(T)}
heißt singulär stetiger Teilraum von {\displaystyle H} bzgl. {\displaystyle T}.
{\displaystyle \sigma _{sc}(T)=\sigma (T|_{H_{sc}(T)})} ist das singulär stetige Spektrum von {\displaystyle T}.
Gilt {\displaystyle H=H_{sc}(T)}, so ist {\displaystyle \sigma (T)=\sigma _{sc}(T)} und man sagt, {\displaystyle T} habe ein rein singulär stetiges Spektrum.

#### Das absolutstetige Spektrum
{\displaystyle H_{ac}(T):=\{x\in H\mid \mu _{x}(N)=0{\text{ für jede Lebesgue-Nullmenge }}N\subset \mathbb {R} \}}
heißt absolutstetiger Teilraum von {\displaystyle H} bzgl. {\displaystyle T}. Das Maß {\displaystyle \mu _{x}} zu einem {\displaystyle x\in H_{ac}(T)} ist dann absolutstetig in Bezug auf das Lebesgue-Maß.
{\displaystyle \sigma _{ac}(T)=\sigma (T|_{H_{ac}(T)})} ist das absolutstetige Spektrum von {\displaystyle T}.
Gilt {\displaystyle H=H_{ac}(T)}, so ist {\displaystyle \sigma (T)=\sigma _{ac}(T)} und man sagt, {\displaystyle T} habe ein rein absolutstetiges Spektrum.

#### Beziehungen der Spektren
Es gelten {\displaystyle H_{c}(T)=H_{p}(T)^{\perp }}, {\displaystyle H_{ac}(T)=H_{s}(T)^{\perp }}, {\displaystyle H_{s}(T)=H_{p}(T)\oplus H_{sc}(T)}. Daraus ergeben sich
{\displaystyle \sigma (T)={\overline {\sigma _{p}(T)}}\cup \sigma _{sc}(T)\cup \sigma _{ac}(T)},
{\displaystyle \sigma (T)={\overline {\sigma _{p}(T)}}\cup \sigma _{c}(T)},
{\displaystyle \sigma (T)=\sigma _{s}(T)\cup \sigma _{ac}(T)}.
Die Teile {\displaystyle \sigma _{c}(T)}, {\displaystyle \sigma _{s}(T)}, {\displaystyle \sigma _{sc}(T)} und {\displaystyle \sigma _{ac}(T)} sind abgeschlossen, denn es handelt sich um Spektren. Für das Punktspektrum gilt das im Allgemeinen nicht.

## Spektraltheorie für Elemente einer Banachalgebra
Streicht man die zusätzliche Forderung der Beschränktheit der Inversen, so kann obige Definition auch auf Elemente einer Operatoralgebra angewandt werden. Unter einer Operatoralgebra versteht man meist eine Banachalgebra mit Einselement und das Invertieren von Elementen ergibt in diesem Kontext nur Sinn, wenn die Inverse wiederum ein Element der Algebra ist. Da solche Operatoren nicht durch ihre Wirkung auf irgendeinen Vektorraum definiert sind (also eigentlich gar nicht operieren), gibt es auch kein A-priori-Konzept der Beschränktheit solcher Operatoren. Allerdings kann man diese immer als lineare Operatoren auf einem Vektorraum darstellen, zum Beispiel als Multiplikationsoperatoren auf der Banachalgebra selbst. Dann werden diese Operatoren zu beschränkten Operatoren auf einem Banachraum. Insbesondere bildet die Menge der beschränkten Operatoren das Standardbeispiel einer Operatoralgebra. Auch die zuvor schon erwähnten kompakten Operatoren bilden eine Operatoralgebra. Daher umfasst die Spektraltheorie für Banachalgebren diese zwei Klassen linearer Operatoren.

### Beispiele

#### Matrizen
In der linearen Algebra bilden die {\displaystyle (n\times n)}-Matrizen mit komplexen Einträgen eine Algebra bezüglich der üblichen Addition und Skalarmultiplikation (komponentenweise) sowie der Matrizenmultiplikation. Die {\displaystyle (n\times n)}-Matrizen können daher sowohl als Beispiel für eigentliche Operatoren in ihrer Eigenschaft als lineare Abbildungen {\displaystyle \mathbb {C} ^{n}\to \mathbb {C} ^{n}} angesehen werden als auch als Beispiel einer Operatoralgebra, wobei es in diesem Kontext unerheblich ist, welche Operatornorm für die Matrizen gewählt wird. Da alle linearen Abbildungen eines endlichdimensionalen Raumes auf sich automatisch beschränkt sind, kann dieser Begriff in der Definition hier außer Acht gelassen werden.
Eine Matrix {\displaystyle A} ist invertierbar, wenn es eine Matrix {\displaystyle B} gibt, so dass {\displaystyle A\cdot B=B\cdot A=I} (Einheitsmatrix) ist. Dies ist genau dann der Fall, wenn die Determinante nicht verschwindet: {\displaystyle \det A\neq 0}. Daher ist eine Zahl {\displaystyle z\in \mathbb {C} } genau dann ein Spektralwert, wenn {\displaystyle \det(A-zI)=0} gilt. Da dies aber gerade das charakteristische Polynom der Matrix {\displaystyle A} in {\displaystyle z} ist, ist {\displaystyle z} genau dann ein Spektralwert, wenn {\displaystyle z} ein Eigenwert der Matrix ist. In der linearen Algebra bezeichnet das Spektrum einer Matrix daher die Menge der Eigenwerte.

#### Funktionen
Die stetigen Funktionen auf dem Intervall {\displaystyle [0,1]} mit Werten in den komplexen Zahlen {\displaystyle \mathbb {C} } bilden (z. B. mit der Supremumsnorm als Norm, die hier aber nicht von Belang ist) eine Banachalgebra, wobei die Summe zweier Funktionen und das Produkt zweier Funktionen punktweise definiert wird:
{\displaystyle (f+g)(x)=f(x)+g(x),\quad (f\cdot g)(x)=f(x)\cdot g(x).}
Eine Funktion {\displaystyle f} heißt dann in dieser Algebra invertierbar, wenn es eine andere Funktion {\displaystyle g} gibt, so dass {\displaystyle f\cdot g\,(=g\cdot f)=1} (Einsfunktion) ist, das heißt, wenn es eine Funktion {\displaystyle g} gibt, deren Werte gerade die Kehrwerte von {\displaystyle f} sind. Man sieht nun schnell ein, dass eine Funktion genau dann invertierbar ist, wenn sie nicht den Funktionswert {\displaystyle 0} besitzt, und die Inverse in diesem Fall punktweise die inversen Funktionswerte (Kehrwerte) der ursprünglichen Funktion besitzt:
{\displaystyle f^{-1}(x)=(f(x))^{-1}=1/f(x)}, wenn {\displaystyle f(x)\neq 0} überall.
Eine Zahl {\displaystyle z\in \mathbb {C} } ist also ein Spektralwert, wenn die Funktion {\displaystyle f-z} nicht invertierbar ist, also den Funktionswert {\displaystyle 0} besitzt. Dies ist natürlich genau dann der Fall, wenn {\displaystyle z} ein Funktionswert von {\displaystyle f} ist. Das Spektrum einer Funktion ist daher genau ihr Bild.

### Eigenschaften
Die Spektraltheorie der Elemente von Banachalgebren mit Eins ist eine Abstraktion der Theorie beschränkter linearer Operatoren auf einem Banachraum. Die einführenden Beispiele sind Spezialfälle dieser Theorie, wobei im zweiten Beispiel die Norm der betrachteten Funktionen zu spezifizieren ist. Wählt man z. B. den Banachraum der stetigen Funktionen auf einem kompakten Raum mit der Supremumsnorm, so stellt dieses Beispiel den wohl wichtigsten Fall einer abelschen Banachalgebra mit Eins dar. Das erste Beispiel findet seinen Platz in dieser Theorie als typisches endlichdimensionales Beispiel einer nicht abelschen Banachalgebra, wobei eine geeignete Norm für die Matrizen zu wählen ist. Das Spektrum eines Operators ist im zweiten Fall der Wertebereich und, da die betrachteten Funktionen stetig auf einem Kompaktum sind, eine kompakte Teilmenge in {\displaystyle \mathbb {C} }. Im ersten Fall ist das Spektrum eine endliche Menge von Punkten in {\displaystyle \mathbb {C} } und daher ebenfalls kompakt. Diese Tatsache kann auch im abstrakten Fall bewiesen werden:
Das Spektrum {\displaystyle \sigma (A)} eines Elementes {\displaystyle A} einer Banach-Algebra mit Eins ist immer nicht-leer (siehe Satz von Gelfand-Mazur) und kompakt.
Aus diesem Satz folgt unmittelbar, dass es einen betragsmäßig größten Spektralwert gibt, denn das Supremum
{\displaystyle r(A)=\sup \left\{|z|:z\in \sigma (A)\right\}}
wird auf dem kompakten Spektrum angenommen. Man nennt diesen Wert den Spektralradius von {\displaystyle A}. Im Beispiel der Algebra der stetigen Funktionen sieht man unmittelbar ein, dass der Spektralradius gerade der Norm der Elemente entspricht. Aus der linearen Algebra weiß man jedoch, dass dies für Matrizen im Allgemeinen nicht gilt, da z. B. die Matrix
{\displaystyle A={\begin{pmatrix}0&1\\0&0\end{pmatrix}}}
nur den Eigenwert {\displaystyle 0} besitzt und daher {\displaystyle r(A)=0} ist, aber die Norm der Matrix (egal, welche) ist nicht {\displaystyle 0}. Der Spektralradius ist im Allgemeinen tatsächlich kleiner als die Norm, es gilt aber der Satz:
In einer Banach-Algebra mit Eins existiert für jedes Element {\displaystyle A} der Grenzwert {\displaystyle \lim _{n\to \infty }\|A^{n}\|^{1/n}} und ist gleich dem Spektralradius von {\displaystyle A}.

## Weitere Anwendungen
- In der Quantenmechanik behandelt man vor allem das Spektrum des Hamiltonoperators. Dies sind die möglichen Energiewerte, die an dem betrachteten System gemessen werden können. Der Hamiltonoperator ist damit (und weil er die Dynamik des Systems bestimmt, siehe Mathematische Struktur der Quantenmechanik) ein besonders wichtiger Spezialfall für die meist unbeschränkten[11] selbstadjungierten Operatoren auf dem Hilbertraum. Die Elemente dieses Raums repräsentieren die quantenmechanischen Zustände, die  selbstadjungierten Operatoren dagegen die Observablen (messbare Größen). Die Selbstadjungiertheit des Operators gewährleistet, wie oben bereits erwähnt, dass die möglichen Messwerte (Spektralwerte) ausnahmslos reelle Zahlen sind. Über diese kann (1) summiert oder (2) integriert werden, was mit dem Spektraltyp zusammenhängt:

Das Spektrum zerfällt dabei erstens in einen von den Physikern als diskret bezeichneten Anteil (mathematisch genauer: in  das Punktspektrum – (1) –, das auch nichtdiskret-dicht sein kann, analog zu den rationalen Zahlen), was dem Punktmaß („finite Differenzen“, im Gegensatz zum „Differential“) einer unstetigen monotonen Funktion entspricht, einer sog. Sprungfunktion; und zweitens in das sog. kontinuierliche Spektrum (genauer: in das  absolut-kontinuierliche Spektrum – (2) –, analog zum Differential einer stetigen und überall differenzierbaren, streng monoton wachsenden glatten Funktion.) Der Übergang von (1) nach (2) entspricht dem Übergang von der Summation zum Integral, {\displaystyle \sum _{i}f_{i}\to \int d\lambda f(\lambda )}, was approximativ durch Riemann’sche Summen erfolgen kann.
In sehr seltenen Fällen, etwa bei hierarchisch geordneten inkommensurablen Segmenten der potentiellen Energie oder bei gewissen Magnetfeldern, gibt es auch noch einen dritten spektralen Anteil, das sog. singulär-kontinuierliche Spektrum, analog zu  einer monoton wachsenden Cantorfunktion, einer Funktion, die zwar stetig, monoton wachsend und fast überall differenzierbar ist, aber nicht gleich dem Integral ihrer Ableitung ist (z. B. die sog. Teufelstreppe).
- In der klassischen Mechanik und der statistischen Mechanik werden Observablen durch Funktionen auf dem Phasenraum modelliert. Ganz analog zur Quantenmechanik gilt auch in diesem Fall, dass die möglichen Messwerte die Spektralwerte der Observable sind, also in diesem Fall einfach die Funktionswerte.

- In der algebraischen Quantentheorie werden Observablen abstrakt als Elemente sog. C*-Algebren (spezieller Banachalgebren) eingeführt. Ohne eine konkrete Darstellung dieser Algebra als Menge linearer Operatoren auf einem Hilbertraum anzugeben, erlaubt es der Spektralkalkül dieser Algebren dann, die möglichen Messwerte der Observablen zu berechnen. Die Zustände des physikalischen Systems werden dann nicht als Vektoren im Hilbertraum, sondern als lineare Funktionale auf der Algebra eingeführt. Die klassischen Theorien, wie die klassische (statistische) Mechanik, können in diesem Bild als Spezialfälle angesehen werden, in denen die C*-Algebra abelsch ist.